# 1272
1272 (MCCLXXII) fue un año bisiesto comenzado en viernes del calendario juliano.

## Acontecimientos
- 26 de agosto - Jaime I de Aragón en testamento hecho en Montpellier, ratificó las donaciones a sus hijos Pedro y Jaime, la baronía de Ayerbe para el primero, y la de Exerica Valencia , para el segundo.
- 16 de noviembre - Eduardo I sube al trono de Inglaterra.

## Nacimientos
- Juana de Acre

## Fallecimientos
- 16 de noviembre - Enrique III de Inglaterra.
- Mencía López de Haro, reina de Portugal.